# Imaobong Nse Uko
Imaobong Nse Uko (* 20. Februar 2004 in Ibeno) ist eine nigerianische Sprinterin, die sich auf den 400-Meter-Lauf spezialisiert hat.

## Sportliche Laufbahn
Erste internationale Erfahrungen sammelte Imaobong Nse Uko im Jahr 2021, als sie bei den Olympischen Sommerspielen in Tokio in der gemischten 4-mal-400-Meter-Staffel an den Start ging und dort mit neuem Afrikarekord von 3:13,60 min im Vorlauf ausschied. Anschließend siegte sie bei den U20-Weltmeisterschaften in Nairobi in 51,55 s im 400-Meter-Lauf sowie in 3:19,70 min auch in der Mixed-Staffel und stellte dort zur Premiere einen Meisterschaftsrekord auf. Im Herbst zog sie in die Vereinigten Staaten und begann dort ein Studium an der Baylor University. Im Jahr darauf schied sie bei den Weltmeisterschaften in Eugene mit 52,80 s im Vorlauf über 400 Meter aus und in der Mixed-Staffel belegte sie in 3:16,21 min im Finale den sechsten Platz. 2023 verpasste sie bei den Weltmeisterschaften in Budapest mit 3:14,38 min den Finaleinzug in der Mixed-Staffel und schied über 400 Meter mit 52,24 s in der ersten Runde aus. Zudem wurde sie mit der Frauenstaffel im Vorlauf disqualifiziert. 2025 wurde sie wegen Dopings für zwei Jahre gesperrt.
2021 wurde Uko nigerianische Meisterin in der 4-mal-400-Meter-Staffel sowie 2023 im 400-Meter-Lauf.

## Persönliche Bestleistungen
- 200 Meter: 23,01 s (+1,4 m/s), 13. Mai 2023 in Norman
- 400 Meter: 51,24 s, 15. Mai 2022 in Lubbock
  - 400 Meter (Halle): 52,19 s, 25. Februar 2023 in Lubbock (U20-Afrikarekord)